# 2019年のバロンドール
2019年のバロンドールは、世界各国のスポーツジャーナリストの投票によってサッカーの2019年世界年間最優秀選手を決める賞である。2019年12月2日に発表された。

## 概要
今回からGKを対象としたヤシン・トロフィーが新設された。

## 結果
結果は以下の通りとなった。

### バロンドール
| 順位 | 選手                                 | 国籍         | 所属クラブ                            | ポイント |
| ---- | ------------------------------------ | ------------ | ------------------------------------- | -------- |
| 1    | リオネル・メッシ                     | アルゼンチン | バルセロナ                            | 686      |
| 2    | フィルジル・ファン・ダイク           | オランダ     | リヴァプール                          | 679      |
| 3    | クリスティアーノ・ロナウド           | ポルトガル   | ユヴェントス                          | 476      |
| 4    | サディオ・マネ                       | セネガル     | リヴァプール                          | 347      |
| 5    | モハメド・サラー                     | エジプト     | リヴァプール                          | 178      |
| 6    | キリアン・エムバペ                   | フランス     | パリ・サンジェルマン                  | 89       |
| 7    | アリソン                             | ブラジル     | リヴァプール                          | 67       |
| 8    | ロベルト・レヴァンドフスキ           | ポーランド   | バイエルン・ミュンヘン                | 44       |
| 9    | ベルナルド・シウバ                   | ポルトガル   | マンチェスター・シティ                | 41       |
| 10   | リヤド・マフレズ                     | アルジェリア | マンチェスター・シティ                | 33       |
| 11   | フレンキー・デ・ヨング               | オランダ     | アヤックス / バルセロナ               | 31       |
| 12   | ラヒーム・スターリング               | イングランド | マンチェスター・シティ                | 30       |
| 13   | エデン・アザール                     | ベルギー     | チェルシー / レアル・マドリード       | 25       |
| 14   | ケヴィン・デ・ブライネ               | ベルギー     | マンチェスター・シティ                | 14       |
| 15   | マタイス・デ・リフト                 | オランダ     | アヤックス / ユヴェントス             | 13       |
| 16   | セルヒオ・アグエロ                   | アルゼンチン | マンチェスター・シティ                | 12       |
| 17   | ロベルト・フィルミーノ               | ブラジル     | リヴァプール                          | 11       |
| 18   | アントワーヌ・グリーズマン           | フランス     | アトレティコ・マドリード / バルセロナ | 9        |
| 19   | トレント・アレクサンダー＝アーノルド | イングランド | リヴァプール                          | 8        |
| 20   | ドゥシャン・タディッチ               | セルビア     | アヤックス                            | 5        |
| 20   | ピエール＝エメリク・オーバメヤン     | ガボン       | アーセナル                            | 5        |
| 22   | ソン・フンミン                       | 韓国         | トッテナム                            | 4        |
| 23   | ウーゴ・ロリス                       | フランス     | トッテナム                            | 3        |
| 24   | マルク＝アンドレ・テア・シュテーゲン | ドイツ       | バルセロナ                            | 2        |
| 24   | カリドゥ・クリバリ                   | セネガル     | ナポリ                                | 2        |
| 26   | ジョルジニオ・ワイナルドゥム         | オランダ     | リヴァプール                          | 1        |
| 26   | カリム・ベンゼマ                     | フランス     | レアル・マドリード                    | 1        |
| 28   | ドニー・ファン・デ・ベーク           | オランダ     | アヤックス                            | 0        |
| 28   | マルキーニョス                       | ブラジル     | パリ・サンジェルマン                  | 0        |
| 28   | ジョアン・フェリックス               | ポルトガル   | アトレティコ・マドリード              | 0        |

### 女子バロンドール
| 順位 | 選手                           | 国籍           | 所属クラブ                                  | ポイント |
| ---- | ------------------------------ | -------------- | ------------------------------------------- | -------- |
| 1    | ミーガン・ラピノー             | アメリカ合衆国 | レイン                                      | 230      |
| 2    | ルーシー・ブロンズ             | イングランド   | オリンピック・リヨン                        | 94       |
| 3    | アレックス・モーガン           | アメリカ合衆国 | オーランド・プライド                        | 68       |
| 4    | アーダ・ヘーゲルベルグ         | ノルウェー     | オリンピック・リヨン                        | 67       |
| 5    | フィフィアネ・ミデマー         | オランダ       | アーセナル                                  | 38       |
| 6    | ワンディ・ルナール             | フランス       | オリンピック・リヨン                        | 32       |
| 7    | サム・カー                     | オーストラリア | パース・グローリー / シカゴ・レッドスターズ | 27       |
| 8    | ローズ・ラヴェル               | アメリカ合衆国 | ワシントン・スピリット                      | 19       |
| 9    | エレン・ホワイト               | イングランド   | マンチェスター・シティ                      | 18       |
| 10   | ジェニファー・マロジャン       | ドイツ         | オリンピック・リヨン                        | 16       |
| 11   | アマンディーヌ・アンリ         | フランス       | オリンピック・リヨン                        | 13       |
| 12   | サリ・ファン・フェーネンダール | オランダ       | アトレティコ・マドリード                    | 13       |
| 13   | トビン・ヒース                 | アメリカ合衆国 | ポートランド・ソーンズ                      | 11       |
| 14   | ペルニレ・ハルダー             | デンマーク     | ヴォルフスブルク                            | 10       |
| 14   | リーケ・マルテンス             | オランダ       | バルセロナ                                  | 10       |
| 16   | コソヴァレ・アスラニ           | スウェーデン   | タコン                                      | 6        |
| 16   | ニッラ・フィッシェル           | スウェーデン   | リンシェーピング                            | 6        |
| 16   | マルタ                         | ブラジル       | オーランド・プライド                        | 6        |
| 19   | ソフィア・ヤコブソン           | スウェーデン   | タコン                                      | 4        |
| 20   | サラ・ブアディ                 | フランス       | オリンピック・リヨン                        | 0        |

### コパ・トロフィー
| 順位 | 選手                       | 国籍         | 所属クラブ                            | ポイント |
| ---- | -------------------------- | ------------ | ------------------------------------- | -------- |
| 1    | マタイス・デ・リフト       | オランダ     | アヤックス / ユヴェントス             | 58       |
| 2    | ジェイドン・サンチョ       | イングランド | ドルトムント                          | 49       |
| 3    | ジョアン・フェリックス     | ポルトガル   | ベンフィカ / アトレティコ・マドリード | 41       |
| 4    | ヴィニシウス・ジュニオール | ブラジル     | レアル・マドリード                    | 17       |
| 5    | アンドリー・ルニン         | ウクライナ   | レガネス / バリャドリード             | 9        |
| 6    | マテオ・ゲンドゥージ       | フランス     | アーセナル                            | 5        |
| 6    | カイ・ハフェルツ           | ドイツ       | レバークーゼン                        | 5        |
| 8    | モイーズ・キーン           | イタリア     | ユヴェントス / エヴァートン           | 3        |
| 9    | サムエル・チュクウェゼ     | ナイジェリア | ビジャレアル                          | 1        |
| 9    | 李康仁                     | 韓国         | バレンシア                            | 1        |

### ヤシン・トロフィー
| 順位 | 選手                                 | 国籍       | 所属クラブ               | ポイント |
| ---- | ------------------------------------ | ---------- | ------------------------ | -------- |
| 1    | アリソン                             | ブラジル   | リヴァプール             | 795      |
| 2    | マルク＝アンドレ・テア・シュテーゲン | ドイツ     | バルセロナ               | 284      |
| 3    | エデルソン                           | ブラジル   | マンチェスター・シティ   | 142      |
| 4    | ヤン・オブラク                       | スロベニア | アトレティコ・マドリード | 131      |
| 5    | ウーゴ・ロリス                       | フランス   | トッテナム               | 80       |
| 6    | マヌエル・ノイアー                   | ドイツ     | バイエルン・ミュンヘン   | 52       |
| 7    | アンドレ・オナナ                     | カメルーン | アヤックス               | 41       |
| 8    | ケパ・アリサバラガ                   | スペイン   | チェルシー               | 29       |
| 9    | ヴォイチェフ・シュチェスニー         | ポーランド | ユヴェントス             | 24       |
| 10   | サミール・ハンダノヴィッチ           | スロベニア | インテル                 | 6        |